# Connaissance de l'Eure
Connaissance de l'Eure est une revue culturelle trimestrielle où sont publiés les travaux de la Société libre d'agriculture, sciences, arts et belles-lettres de l'Eure, en abrégé Société Libre de l'Eure. Elle aborde essentiellement les aspects historiques, géographiques et sociologiques concernant le département.

## Histoire
On peut faire remonter à 1798 les origines de la Société Libre de l'Eure à travers la Société libre d'Agriculture et de Commerce, et la Société d'Agriculture, Sciences et Arts qui publièrent des bulletins qui sont les ancêtres de Connaissance de l'Eure.
Connaissance de l'Eure est une revue sur papier glacé, largement illustrée. En juin 2021, elle publie son 199e numéro, au prix de 8 euros.